# グレイシー・エイブラムス
グレイシー・エイブラムス（Gracie Abrams、1999年9月7日 - ）は、アメリカ合衆国の女性シンガーソングライター。父は映画監督のJ・J・エイブラムス。

## 概要
2019年にインタースコープ・レコードと契約後、シングル「Mean It」リリースしデビューした。その後EP『Minor』（2020年）、『This Is What It Feels Like』（2021年）に続き、1作目のアルバム『Good Riddance』(2023年)をリリース後、2024年のグラミー賞では「最優秀新人賞」にノミネートされた。
エイブラムスの2作目のアルバム『The Secret of Us』(2024年)は、米国のビルボード200で2位に初登場した。収録シングル「That's So True」は米国で最高6位、オーストラリア、ベルギー、カナダ、イギリスなどでチャート首位を獲得し最大のヒット作となった。
テイラー・スウィフトの「The Eras Tour」（2023年）ではオープニングアクトを務めた。
2025年のグラミー賞ではテイラー・スウィフトとの共演曲「us. (feat. Taylor Swift)」が「最優秀ポップ・デュオ／グループ・パフォーマンス」部門にてノミネートされた。
「us. (feat. Taylor Swift)」は同年2月18日より配信スタートしたNetflixリアリティシリーズ「オフライン ラブ」の主題歌に抜擢された。

## 生い立ち
グレイシー・エイブラムスは1999年9月7日にカリフォルニア州パシフィック・パリセイズで生まれる。父は映画監督のJ・J・エイブラムスで母親は映画・テレビプロデューサーのケイティ・マクグラス。兄弟には兄・ヘンリーと弟・オーガストがいる。
幼い頃から音楽に興味があり、8歳より作曲を始める。2018年に高校を卒業し、コロンビア大学傘下のバーナード・カレッジに入学するも、音楽活動に注力するため1年目で中退。

## 経歴

### 2019-2022: EP「Minor」、「This Is What It Feels Like」
2019年10月、インタースコープ・レコードよりデビューシングル「Mean It」をリリース。
2020年7月、プロデューサー陣にジョエル・リトル、ブレイク・スラットキンを迎えたデビューEP「Minor」をリリース。
2021年3月、ベニー・ブランコとのコラボレーション曲「Unlearn」、同年5月にはシングル「Mess It Up」をリリース。
2021年10月、2nd EP「This Is What It Feels Like」を発表し、11月12日にリリース。EPにはプロデューサーにザ・ナショナルのアーロン・デスナーを迎えた曲「Rockland」が収録されている。このEPのリリースに伴い、2022年2月から翌年5月に及ぶ「This Is What It Feels Like Tour」を開催。同時にオリヴィア・ロドリゴの「Sour Tour」のオープニング・アクトも務める。

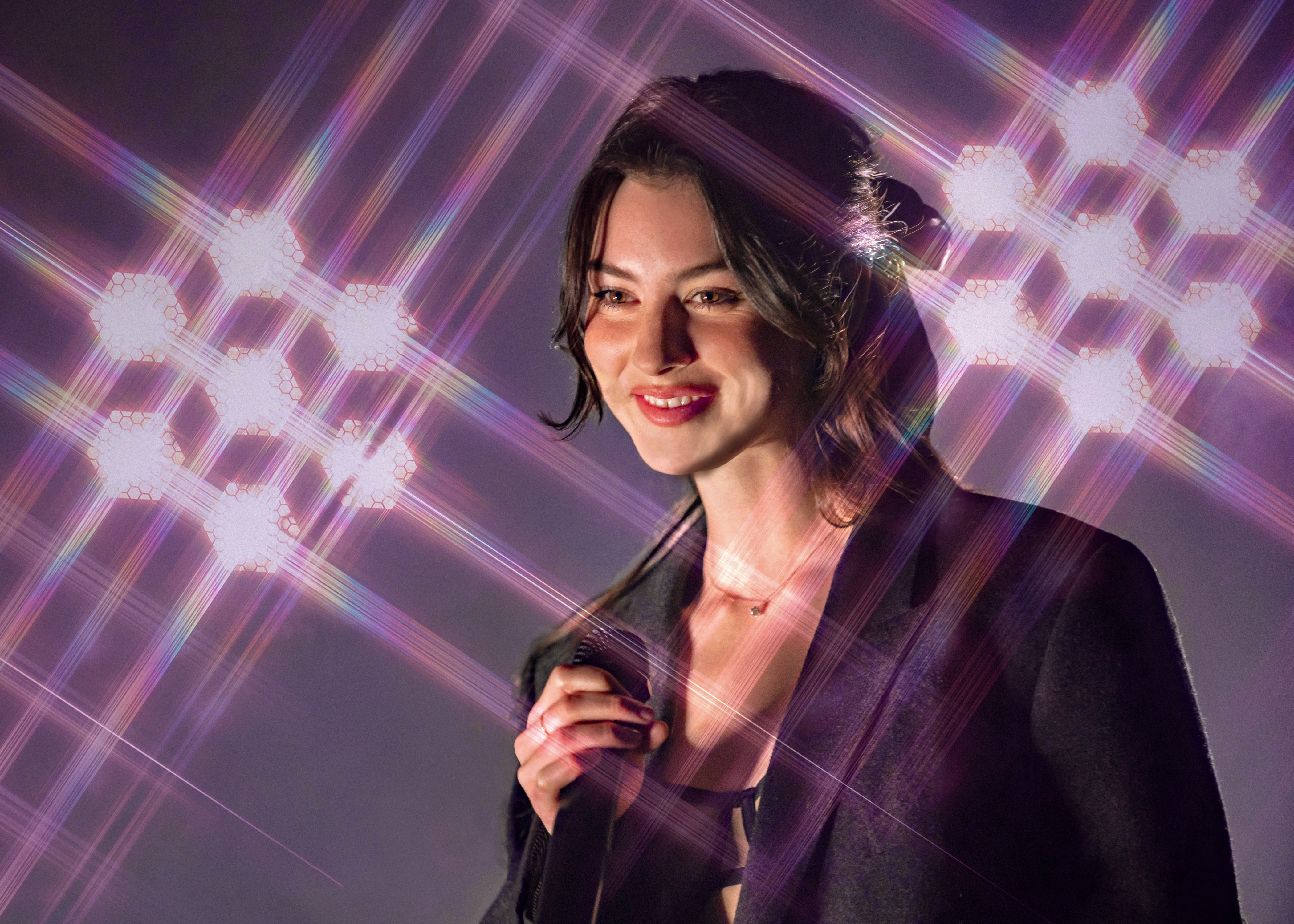
2022年

2022年10月、デビューアルバムに先立ち、シングル「Difficult」をリリース。

### 2023年ー：アルバム『Good Riddance』、『The Secret of Us』
2023年2月、デビュー・アルバム『Good Riddance』をリリース。同年6月にデラックス版がリリースされる。2023年を通してテイラー・スウィフトの「The Eras Tour」のオープニング・アクトを務める。同年、自身のアルバムを引っ提げたツアー「Good Riddance Tour」も開催。
2023年開催「第66回グラミー賞」では「最優秀新人賞」に初めてノミネートされる。
2023年12月にはノア・カーンの曲「Everywhere, Everything」のリミックスにフィーチャーされ、US Billboard Hot 100での初登場を果たす。同年、Forbes 30 Under 30に選抜される。
2024年4月、2ndアルバム『The Secret of Us』を発表し、同年6月にリリース。同年9月から10月にかけて「Secret of Us Tour」の米国公演を開催する。アルバムに先立ち、先行シングルとして「Risk」、「Close To You」、「I Love You, I'm Sorry」が配信され、Billboard Global 200へのランクインを果たす。同年11月リリース『The Secret of Us』のデラックス版の配信に先立ち、収録曲「That's So True」をシングルとして先行リリースする。この曲はオーストラリア、カナダ、アイルランド、ニュージーランド、イギリスでチャート首位を記録し、Billboard Global 200 で4位、US Billboard Hot 100で6位にランクイン。『The Secret of Us』収録曲の「us. (feat. Taylor Swift)」ではテイラー・スウィフトとコラボレーションし、第67回グラミー賞「最優秀ポップ・デュオ／グループ・パフォーマンス」部門にてノミネートされた。
2025年1月、南カリフォルニアに甚大な被害をもたらした山火事の被災地復興支援と、将来的な火災災害の防止活動を支援するためのチャリティ・コンサート「FireAid / ファイヤーエイド」に出演する。
2025年2月、ソングライターの殿堂（The Songwriters Hall of Fame）により、若手ソングライターの功績を称える2025年の“ハル・デヴィッド・スターライト賞”の受賞者に選ばれる。

## 日本デビュー

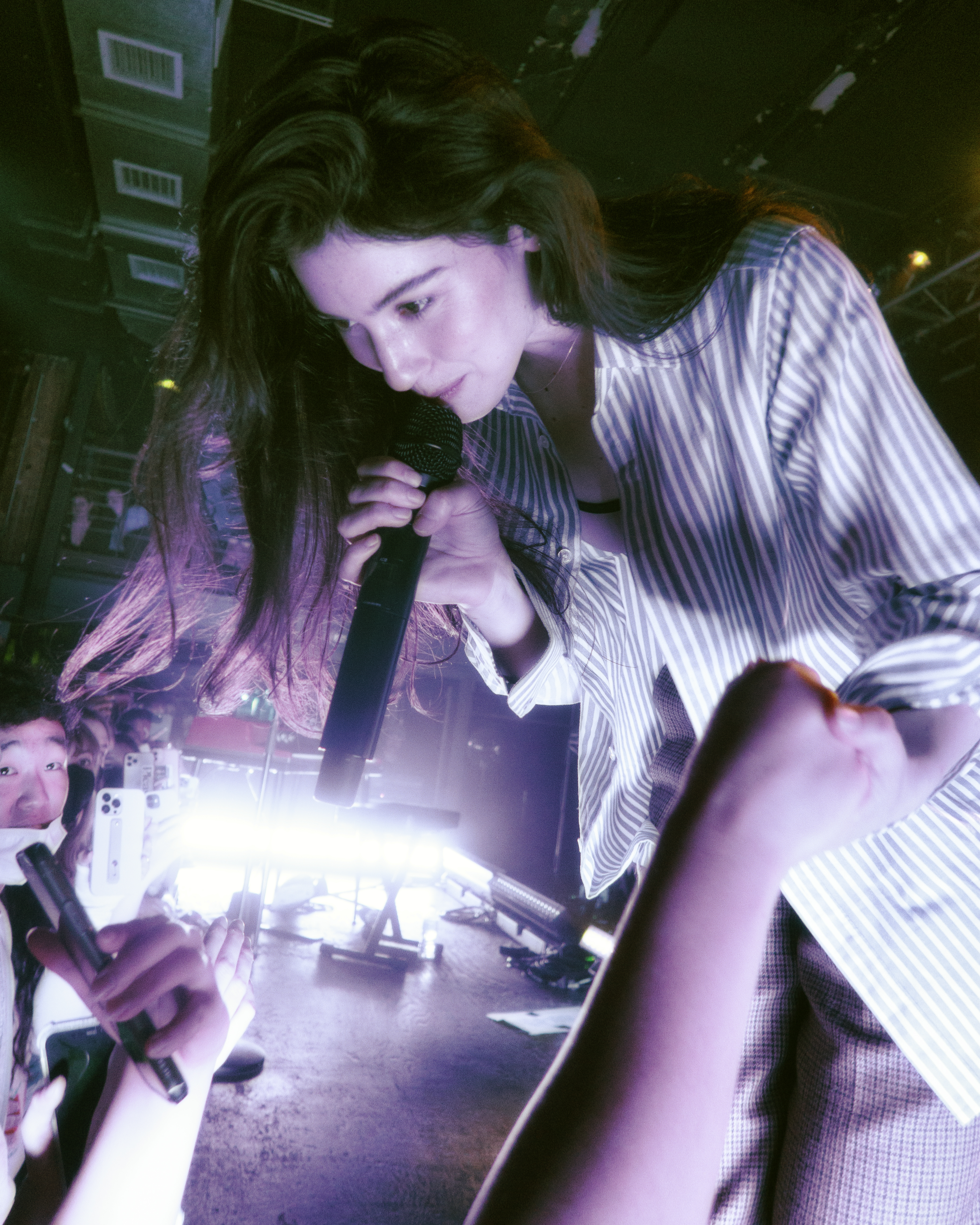
2022年

2025年2月より「us. (feat. Taylor Swift）」Netflixのリアリティシリーズ「オフライン ラブ」の主題歌として起用され、番組配信前後で日本国内のストリーミング数が823％の成長を記録する。
2025年3月に日本デビュー・アルバム『The Secret of Us (Deluxe) Japan Edition』をリリース。ピンク・ジャケットがあしらわれ、全曲の歌詞／対訳が封入されたこのアルバムは『The Secret of Us』に８曲（内4曲は日本盤のみ）追加収録した日本限定商品。
2025年4月に初の来日公演「The Secret of Us Tour」がZepp Hanedaにて開催。チケットは2024年12月に発売され、第一次先行で完売を記録。

## ディスコグラフィ

### スタジオ・アルバム
- Good Riddance (2023年、Interscope)
- 『ザ・シークレット・オブ・アス』- The Secret of Us (2024年、Interscope)
  - 『ザ・シークレット・オブ・アス（デラックス）』- The Secret of Us (Deluxe) (2024年、Interscope)
  - 『ザ・シークレット・オブ・アス（デラックス）ジャパン・エディション』- The Secret of Us (Deluxe) Japan Edition (2025年、Interscope/Universal International)

### ライブ・アルバム
- The Good Riddance Acoustic Shows (Live) (2024年、Interscope) ※with アーロン・デスナー

### EP
- Minor (2020年、Interscope)
- This Is What It Feels Like (2021年、Interscope)
- Live from Vevo (2025年、Interscope)